# 277 Dywizja Grenadierów Ludowych
277 Dywizja Grenadierów Ludowych (niem. 277. Volks-Grenadier-Division) – jedna z niemieckich dywizji grenadierów ludowych.
Utworzona we wrześniu 1944 roku na Węgrzech z przemianowania powstającej na tym obszarze 574 Dywizji Grenadierów Ludowych. W listopadzie 1944 roku została przerzucona z Budapesztu na zachód, wzięła udział w składzie LXXIV Korpusu Armijnego (7 Armia) w ofensywie w Ardenach. W 1945 roku w ramach LXVII Korpusu Armijnego (początkowo 15 Armia, potem 5 Armia Pancerna) walczyła w górach Eifel i Zagłębiu Ruhry. Resztki dywizji zakończyły walki w kwietniu 1945 roku na terenie Hesji i gór Harzu (11 Armia).

## Skład
- 989 pułk grenadierów
- 990 pułk grenadierów
- 991 pułk grenadierów
- 277 dywizyjna kompania fizylierów
- 277 pułk Artylerii
- 277 batalion pionierów
- 277 dywizyjna szkoła bojowa
- 277 batalion przeciwpancerny
- 277 dywizyjny batalion łączności
- 277 dywizyjne dowództwo zaopatrzenia